# Никифоров, Юрий Никифорович
Юрий Никифорович Никифоров (1934—2012) — политолог, историк, доктор исторических наук (1978), профессор (1980), действительный член Академии гуманитарных наук РФ (1994). Заслуженный деятель науки Башкирской АССР (1983), Заслуженный учитель РСФСР (1960).

## Краткая биография
Юрий Никифоров родился 16 ноября 1934 года в деревне Аделькино, Белебеевский район Башкирской АССР.
В 1956 году окончил Башкирский государственный педагогический институт имени К. А. Тимирязева (ныне Уфимский университет науки и технологий) и начинает трудовую деятельность, работая секретарём комитета ВЛКСМ вуза.
C 1957 года по 1960 год был директором школы города Салавата. Обучался в аспирантуре в МГУ имени М. Ю. Ломоносова и успешно защитил кандидатскую диссертацию.
С 1963 года преподаватель, с 1969 года — заведующий кафедрой Башкирского государственного университета (ныне Уфимский университет науки и технологий).
С 1991 года до самой своей смерти 2012 году, Юрий Никифорович работал заведующим кафедрой политологии БашГУ (ныне Уфимский университет науки и технологий). Был руководителем Башкортостанского регионального отделения Российской ассоциации политической науки.
В 2009 году указом Президента Башкортостана награждён знаком отличия «За самоотверженный труд в Республике Башкортостан».

## Научная деятельность
Основные направления научной деятельности Юрия Никифоровича — это история промышленности, образ жизни, политическая система, политическая культура. Опубликовано более 250 науч. работ, в том числе 7 монографий.

### Опубликованные труды
- XXVI съезд КПСС о проблемах совершенствования социалистического образа жизни: Межвуз. науч. сб. — Уфа: БГУ, 1982. — 171 с. (соавт.);
- Опыт исследования политической культуры сельского труженика. Уфа, 1985;
- Политология. Уфа, 1993 (соавт.);
- Основы политологии. Уфа, 1994;
- Политология: Курс лекций. — Уфа: РИЦ БашГУ, 2008. — 151 с.